# Pale Moon
Pale Moon (с англ. — «Бледная Луна») — браузер с открытым исходным кодом, основанный на Mozilla Firefox. Распространяется Moonchild Productions и доступен для платформ на базе Windows, Linux, macOS и FreeBSD. Специально сделан для работы на слабых устройствах.

## Описание
Основным отличием Pale Moon от Firefox является целый набор внутренних улучшений, цель которых — повысить производительность программы. Включает в себя расширенную поддержку современных процессоров (наборов инструкций вроде SSE2), за счёт чего удалось добиться более высокой производительности (по данным разработчика, до 25 % быстрее).
Большинство классических расширений Mozilla Firefox работает и на Pale Moon. В версии 27 была прекращена поддержка дополнений, использовавших API Jetpack, но в 27.1 совместимость была частично возвращена. В отличие от Firefox, разработчики намерены и в дальнейшем сохранять совместимость браузера с плагинами, использующими NPAPI, а также расширениями, использующими XUL и бинарные компоненты XPCOM.
В версии 29.2.0 (27 апреля 2021) прекращена поддержка «устаревших» («legacy») расширений Firefox. Пользователям предлагается временно использовать Pale Moon версии 29.1.1 (недоступный для скачивания на официальном сайте) или предлагать необходимые расширения для адаптации к Pale Moon на официальном форуме.

### Сравнение с Firefox
- Убрано: функциональность ActiveX, родительский контроль, «Accessibility features», компонент PDF.js, WebRTC.
- Отключено: инспектор, сканирование файлов после загрузки.
- Добавлено: строка состояния, дополнительные настройки прокрутки.
- Включено: предпросмотр вкладок при переключении.
- Изменено: положение элементов управления.
- Поисковая система по умолчанию: DuckDuckGo[10].
- Начиная с версии 25.0 прекращена поддержка Windows XP в основной ветке Pale Moon, теперь она осталась в оптимизированной сборке для процессоров Intel Atom[11]. Начиная с версии 27.0 прекращён выпуск отдельных сборок для Intel Atom, тем самым официально завершив поддержку Pale Moon под Windows XP[12]. В данный момент сторонними разработчиками поддерживаются собственные модификации, предназначенные специально для этой системы[13][14]. По состоянию на начало сентября 2021г. поддержка одной из модификации (Mypal) прекращена под давлением сообщества Pale Moon[15].
- Начиная с 26 версии браузер перешёл на Goanna — форк движка Gecko.

## Альтернативы
Исходные коды Mozilla Firefox и Pale Moon свободны, что позволяет создавать собственные сборки.
- Basilisk – открытый и свободный браузер, созданный разработчиками Pale Moon. Первый релиз состоялся в ноябре 2017. Basilisk — это вечная бета-программа, предназначенная для усовершенствования базовой платформы браузера Pale Moon. Разработка прекращена в январе 2022 года[16], но потом возобновлена.
- Swiftweasel[англ.] — оптимизированные сборки Firefox для ОС на основе ядра Linux, отличающиеся набором дополнений.
- Swiftfox — ранее разрабатывавшиеся сборки Firefox, оптимизированные под современные процессоры для ОС на основе ядра Linux.
- Waterfox — оптимизированные 64-разрядные сборки Firefox для Windows, macOS и Linux.
- Mypal[5][14] — неофициальная сборка Pale Moon для Windows XP и Windows Vista.